# X-Session
X-Session was een muziekgroep, die in 1995 werd opgericht en bestond uit het duo Gene Thomas (echte naam: Gunther Thomas) en Gina Brondeel. Ze groeiden uit tot een vaste waarde in de Belgische dansmuziek, meer bepaald in het genre 'pop-dance'.

## Biografie
In 1995 kwam er een eerste single, die weliswaar geen hit werd. Die eerste hit kwam er wel in 1996 met hun derde single Bang Bang, die meer dan 26 weken in de Belgische hitparades stond. Maar ook de opvolger To the Sky werd een topper in de hitparades.
In 1997 verliet een aanvankelijk lid ('Cassia') om familieredenen de groep om te worden vervangen door Brondeel. Onder impuls van hun manager startte ook een buitenlandse reeks optredens in Frankrijk, Nederland, Zweden, Japan en New York.
De eerste single van Thomas en Brondeel samen werd Say Yeah, andere hits waren Pump It, The Sound alsook de ballad Baby, It's You. Deze hits werden verzameld op de debuut-cd A Trip to Xanigy.
In 1999 kwam de hit On and On op de markt, waar ze in 2000 een Donna Award voor kregen. De opvolger van deze hit werd Hot Shot. Naast de single Welcome to My World, die een grote hit werd, verscheen er een tweede album By Me.
Op hetzelfde ogenblik ruilden ze hun platenmaatschappij Arcadia Music Company in voor EMI en brachten ze de single Boogieman uit. De laatste hit van 2000 was Number 1. Sinds 1999 maakt ook de vaste danser 'Serge' van X-Session deel uit.
2001 werd gestart met de single Destiny, waarvan de clip (met als ondertitel Indiana Gene) opgenomen werd in Egypte. Met deze single wonnen ze eind maart 2001 opnieuw de Donna Award.
Een derde album kwam er in 2001 en heette Back to Basics; naast de twaalf liedjes zelf zijn er ook videoclips en een muziekprogramma op terug te vinden. Ondertussen begon Thomas met werk als televisiepresentator en kreeg hij zijn eigen programma op TMF Vlaanderen, getiteld Gene Machine. Ook Brondeel kwam op tv in een rol in het programma Thuis als het personage 'Fanya'. De zomersingle van 2001 werd All Day, All Night.
Een jaar later, in mei 2002, volgde er nog een single: Get Your Rox Off, die opnieuw een hit werd. Half november volgde de single Evil Superstars, samen met een nieuw album (een dubbelalbum) dat de titel 7 droeg. Hierbij staat '7' voor het zevenjarig bestaan van X-Session; het betekende eind 2002 ook het einde van X-Session.
Naast de twee bovenvermelde Donna Awards won de groep ook twee TMF Awards als groep, Thomas kreeg verder nog een prijs in de categorie beste zanger.
Ondertussen startten Thomas en Brondeel met succes hun solocarrières.
In het najaar van 2009 kondigde de groep zijn comeback aan. Thomas, Brondeel en Serge gingen vanaf 21 november weer optreden. Ondertussen hadden ze ook al een optreden gegeven in Peter Live. Het eerste optreden was in Het Zingpaleis. Er kwamen ook nieuwe singles. De eerste single Automatic kwam in oktober uit. In april 2011 kwam Come Together uit. Eind oktober 2011 kwam A Brand New Start uit.
In 2012 stopte de groep er weer mee. Op 31 maart van datzelfde jaar gaf het duo hun laatste optreden op de party MNM Back to the 90s.
Op 31 maart 2018 had de band opnieuw een eenmalige reünie op MNM Back to the 90s & Nillies.
Op 1 juli 2022 maakt de band een comeback op de Foute Party van Qmusic.
Op 1 september 2024 waren ze te zien op het podium van Tien om te zien.

## Discografie

### Albums
| Album met hitnotering(en) in de Vlaamse Ultratop 200 albums | Datum van verschijnen | Datum van binnenkomst | Hoogste positie | Aantal weken | Opmerkingen |
| ----------------------------------------------------------- | --------------------- | --------------------- | --------------- | ------------ | ----------- |
| By me                                                       | 1999                  | 23-10-1999            | 17              | 7            |             |
| Back to basics                                              | 2001                  | 21-04-2001            | 1(1wk)          | 10           |             |

### Singles
| Single met hitnotering(en) in de Vlaamse Ultratop 50 | Datum van verschijnen | Datum van binnenkomst | Hoogste positie | Aantal weken | Opmerkingen |
| ---------------------------------------------------- | --------------------- | --------------------- | --------------- | ------------ | ----------- |
| Bang bang                                            | 1996                  | 12-10-1996            | 19              | 17           |             |
| To the sky                                           | 1997                  | 12-04-1997            | 24              | 16           |             |
| Say yeah                                             | 1997                  | 20-12-1997            | 17              | 12           |             |
| Pump it                                              | 1998                  | 23-05-1998            | 42              | 7            |             |
| The sound                                            | 1998                  | 12-09-1998            | 44              | 6            |             |
| Baby, it's you                                       | 1999                  | 30-01-1999            | 46              | 1            |             |
| On and on                                            | 1999                  | 22-05-1999            | 13              | 18           |             |
| Hot shot                                             | 1999                  | 25-09-1999            | 14              | 11           |             |
| Welcome to my world                                  | 2000                  | 12-02-2000            | 15              | 13           |             |
| Boogieman                                            | 2000                  | 08-07-2000            | 31              | 6            |             |
| Number 1                                             | 2000                  | 11-11-2000            | 24              | 10           |             |
| Destiny                                              | 2001                  | 24-02-2001            | 16              | 12           |             |
| All day, all night                                   | 2001                  | 30-06-2001            | 35              | 5            |             |
| Get your rox off                                     | 2002                  | 29-06-2002            | 27              | 11           |             |
| Evil supastars                                       | 2002                  | 30-11-2002            | 37              | 5            |             |
| Automatic                                            | 18-10-2010            | 11-12-2010            | tip28           | -            |             |
| Come together                                        | 11-04-2011            | 30-07-2011            | tip35           | -            |             |